# Phymatoceros
Phymatoceros är ett släkte av bladmossor. Phymatoceros ingår i familjen Phymatocerotaceae.
Phymatoceros är enda släktet i familjen Phymatocerotaceae.
Kladogram enligt Catalogue of Life:
| Phymatoceros | \| \| Phymatoceros bulbiculosus \| \| \| \| \| \| Phymatoceros phymatodes \| \| \| \| |
|              | \| \| Phymatoceros bulbiculosus \| \| \| \| \| \| Phymatoceros phymatodes \| \| \| \| |
|              | Phymatoceros bulbiculosus                                                             |
|              |                                                                                       |
|              | Phymatoceros phymatodes                                                               |
|              |                                                                                       |